# Nové hory
Nové hory je přírodní památka u obce Blučina v okrese Brno-venkov. Důvodem ochrany je zbytek širokolistých suchých trávníků místy s výskytem vstavačovitých a řadou zvláště chráněných a vzácných druhů rostlin a živočichů.
Vyhlášena byla původně 11. prosince 1980, Rada Jihomoravského kraje provedla dne 31. října 2013 nové vyhlášení této památky.

## Galerie

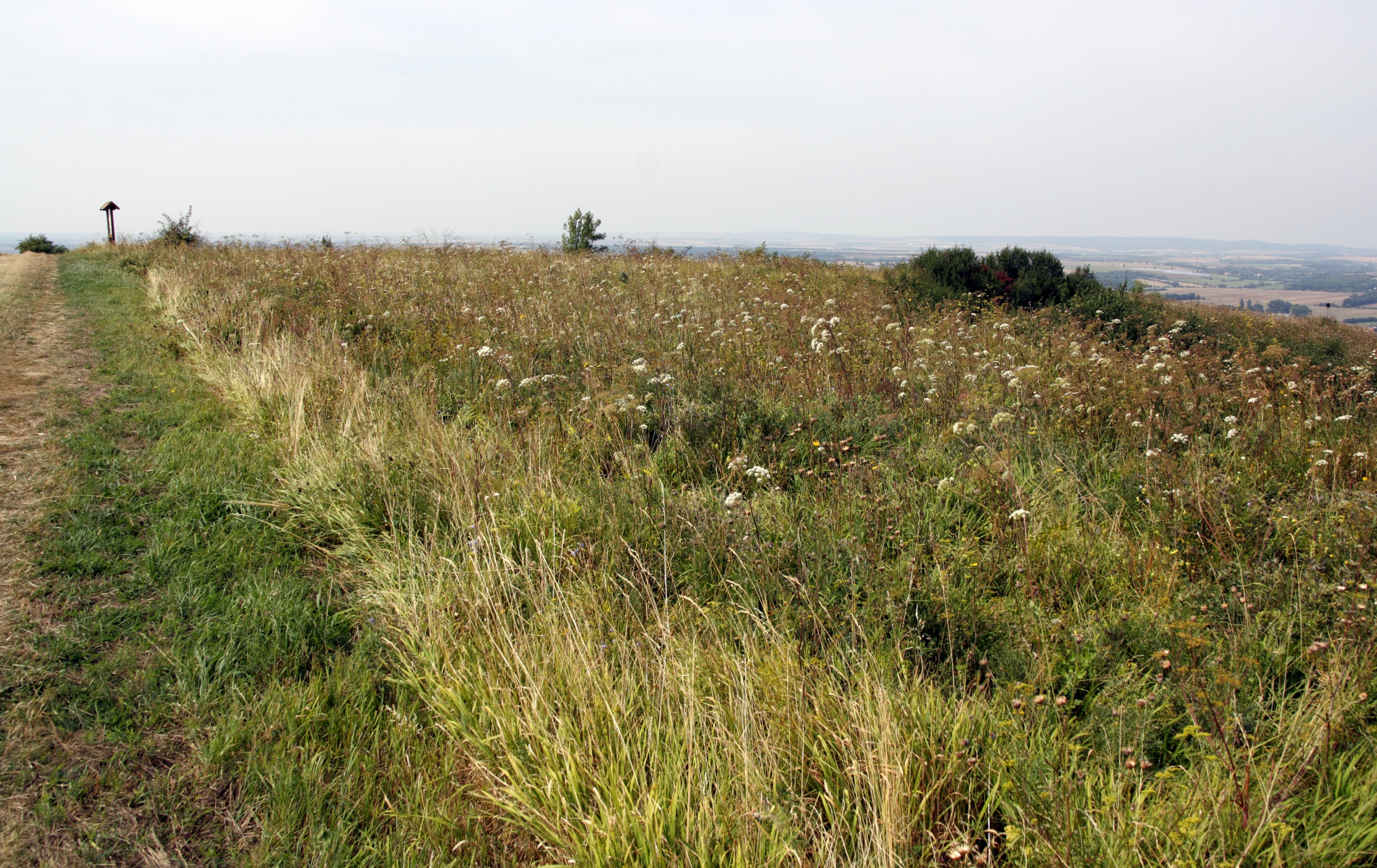
PP Nové hory
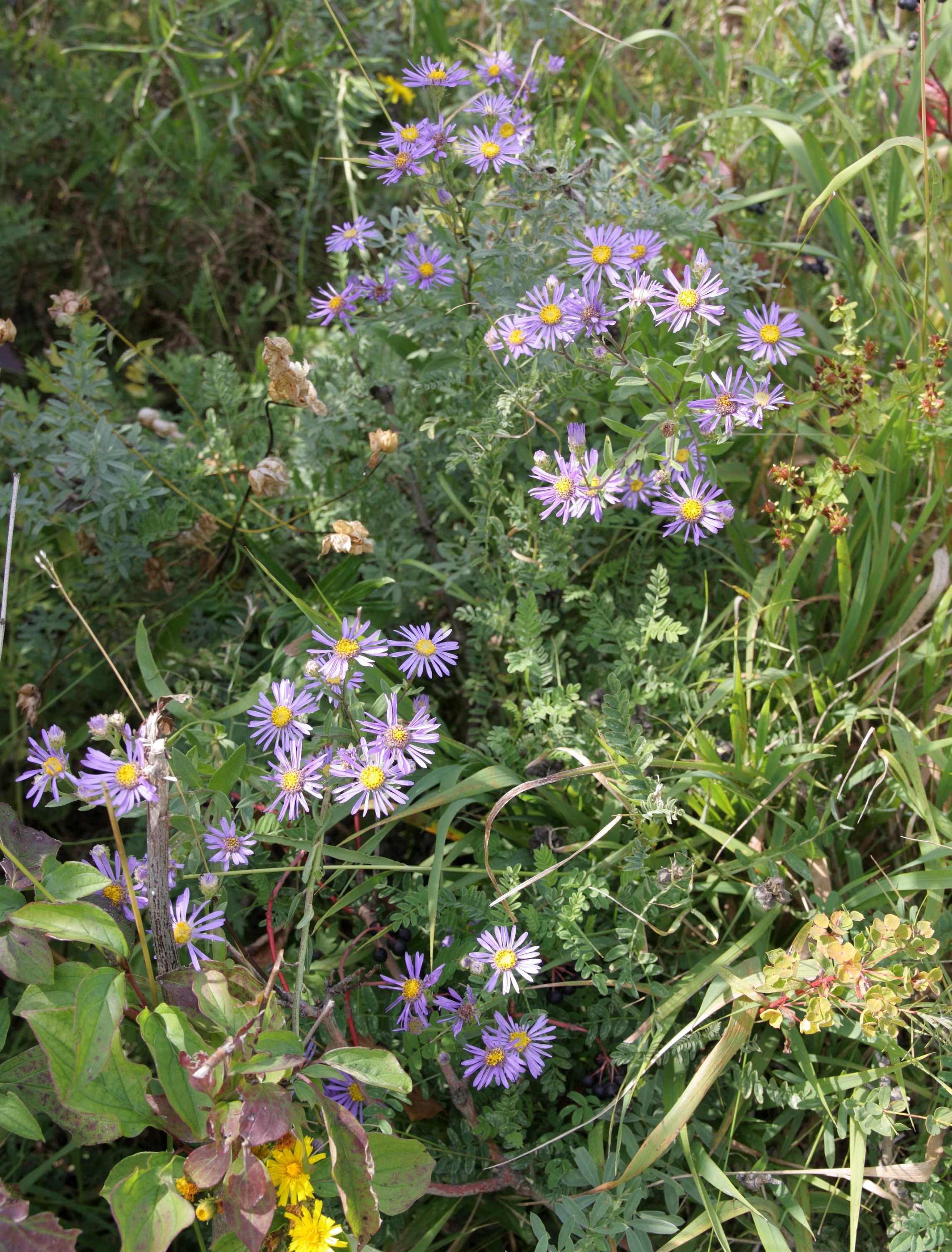
hvězdnice chlumní
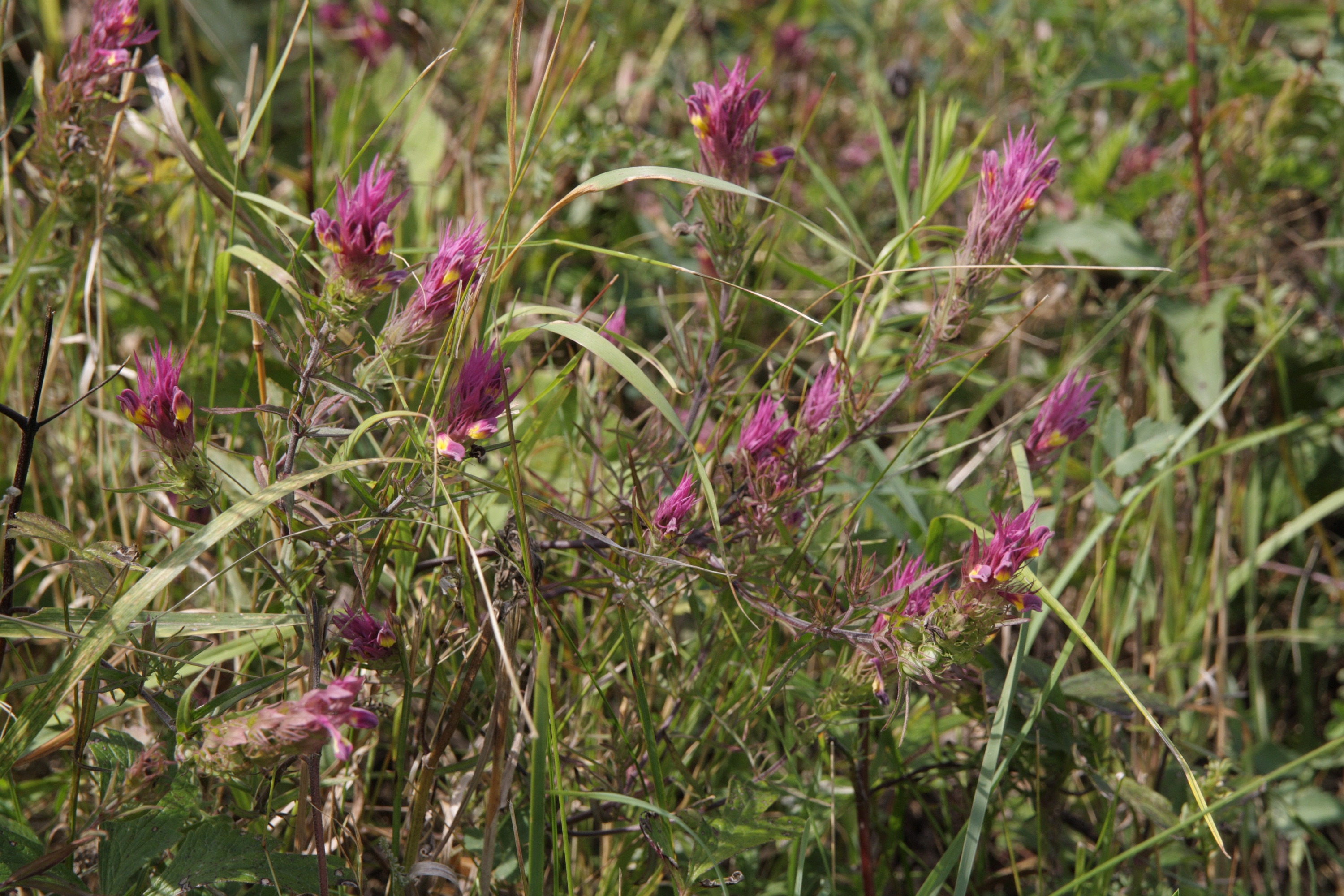
černýš rolní

## Související článek
- Přírodní park Výhon